# Religioni in Nicaragua
Il cristianesimo è la religione più diffusa in Nicaragua. Secondo il censimento del 2005 (l'ultimo effettuato), i cristiani sono l'83% della popolazione e sono in maggioranza cattolici; il 2% circa della popolazione segue altre religioni e il 15% circa della popolazione non segue alcuna religione. Secondo una stima della CIA del 2017, i cristiani sono circa l'83% della popolazione, il 3% circa della popolazione segue altre religioni, l'1% circa della popolazione non segue alcuna religione e il 13% circa della popolazione non specifica la propria affiliazione religiosa. Una stima dell'Association of Religion Data Archives (ARDA) riferita al 2020 dà i cristiani al 95% circa della popolazione e coloro che seguono altre religioni al 2,3% circa della popolazione, mentre il 2,7% circa della popolazione non segue alcuna religione.
La costituzione del Nicaragua afferma che non c’è una religione di stato, ma prevede la libertà religiosa e vieta la discriminazione basata sulla religione. Ad eccezione della Chiesa cattolica, che ha un concordato con il governo, tutti gli altri gruppi religiosi si devono registrare e i requisiti per farlo sono gli stessi delle organizzazioni non governative. La legge stabilisce che l’istruzione scolastica è laica, ma riconosce il diritto delle scuole private ad avere un orientamento religioso. Ultimamente esistono tensioni tra il governo e la Chiesa cattolica, a causa dell’appoggio dato da quest’ultima alla protesta del 2018 contro il governo organizzata da gruppi a favore della democrazia. Queste tensioni in tempi recenti sono sfociate in una vera e propria persecuzione nei confrontri dei cristiani e della chiesa cattolica legiferando iniziative contro la libertà religiosa dei cristiani come divieto alle processioni, ai presepi viventi e alle visite dei preti negli ospedali 

## Religioni presenti

### Cristianesimo
Secondo il censimento del 2005, i cattolici rappresentano il 58,5% della popolazione, mentre i protestanti il 23,2% della popolazione e i cristiani di altre denominazioni l'1,3% della popolazione. Secondo la stima della CIA del 2017, i cattolici sono circa il 50% della popolazione e i protestanti circa il 33% della popolazione.
La Chiesa cattolica è presente in Nicaragua con una sede metropolitana (l'arcidiocesi di Managua), da cui dipendono otto diocesi suffraganee. 
La maggioranza dei protestanti presenti in Nicaragua sono evangelicali e la maggioranza di essi è costituita dai pentecostali, seguiti a distanza dai battisti; i protestanti tradizionali sono in maggioranza moraviani. In misura minore sono inoltre presenti mennoniti, anglicani, metodisti, presbiteriani e avventisti del settimo giorno.
Fra i cristiani di altre denominazioni vi sono i Testimoni di Geova e la Chiesa di Gesù Cristo dei Santi degli Ultimi Giorni (i Mormoni). 

### Altre religioni
In Nicaragua le religioni indigene tradizionali basate sull'animismo sono ancora seguite dallo 0,5% circa della popolazione, mentre l'1,5% circa della popolazione segue lo spiritismo. Sono inoltre presenti piccoli gruppi di seguaci dell'islam, del bahaismo, del buddhismo, della religione tradizionale cinese e dei nuovi movimenti religiosi.